# Sicydium punctatum
Sicydium punctatum es una especie de pez de la familia de los Gobiidae en el orden de los Perciformes.

## Morfología
Los machos pueden llegar a alcanzar los 8 cm de longitud total.

## Hábitat
Es un pez de clima tropical (22 °C-27 °C) y demersal.

## Distribución geográfica
Se encuentra en el Atlántico occidental central: Venezuela, Dominica,  Jamaica, la Martinica, Puerto Rico, Trinidad y Tobago, y Panamá

## Observaciones
Es inofensivo para los humanos.